# لانگهام پلیس
لانگهام پلیس (انگلیسی: Langham Place) ساختمان اداری ۵۹ طبقه مستقر در هنگ کنگ است، که در سال ۲۰۰۴ احداث گردید.